# 小俣 (村上市)
小俣（おまた）は、新潟県村上市の大字。
山北地区の大川の支流小俣川中流の左岸に位置し、北側は山形県と接している。かつて出羽街道の宿場町として多くの人々が訪れていて、明治時代は戊辰戦争の戦場となった地である。1958年（昭和33年）は116世帯で人口666人であったが、現在は人口が減少し57世帯（日本人56/外国人1）人口107人（男56/女51）となっている（2021年7月1日時点）。

## 地理

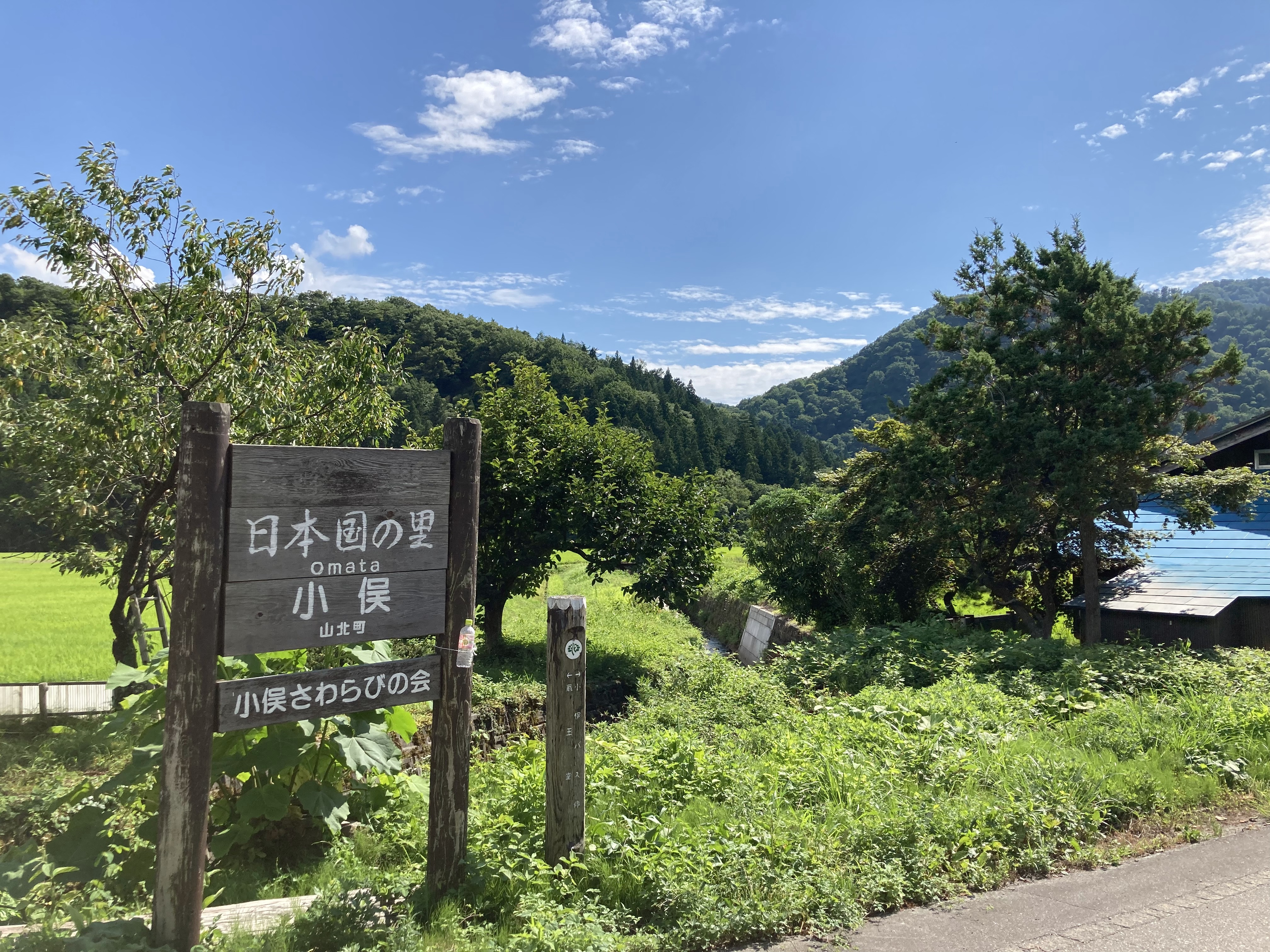
夏の小俣

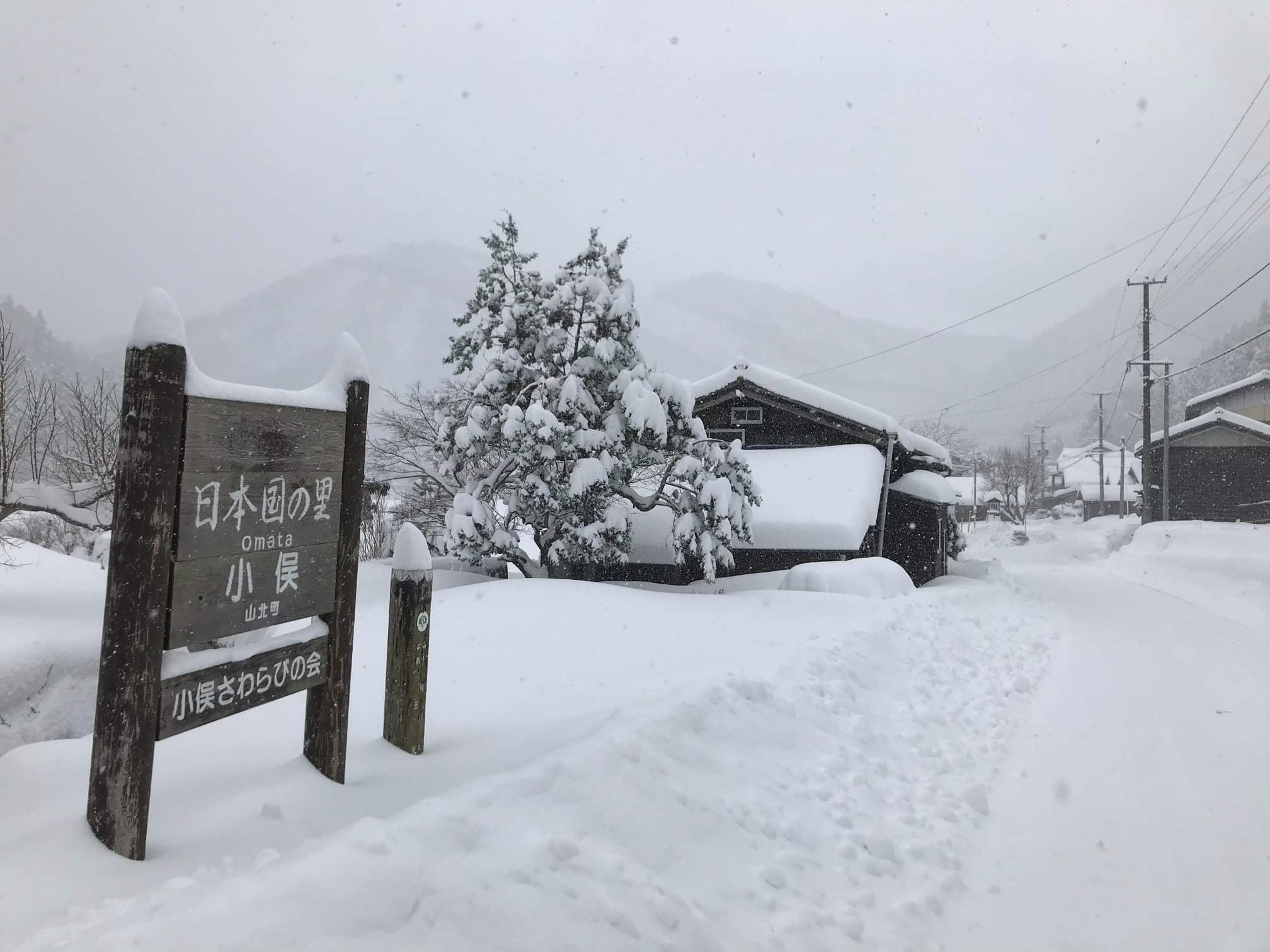
冬の小俣

標高555メートルの山「日本国」があり、その南東麓の小俣川中流の左岸に位置する小盆地で山地が土地の大半を占める。北の堀切峠を経て山形県西田川郡温海町に至る出羽街道が通っている。村上藩領の時期には口留番所が配置されており、庄内の小名部への出入監視の役割の地だった。

## 歴史

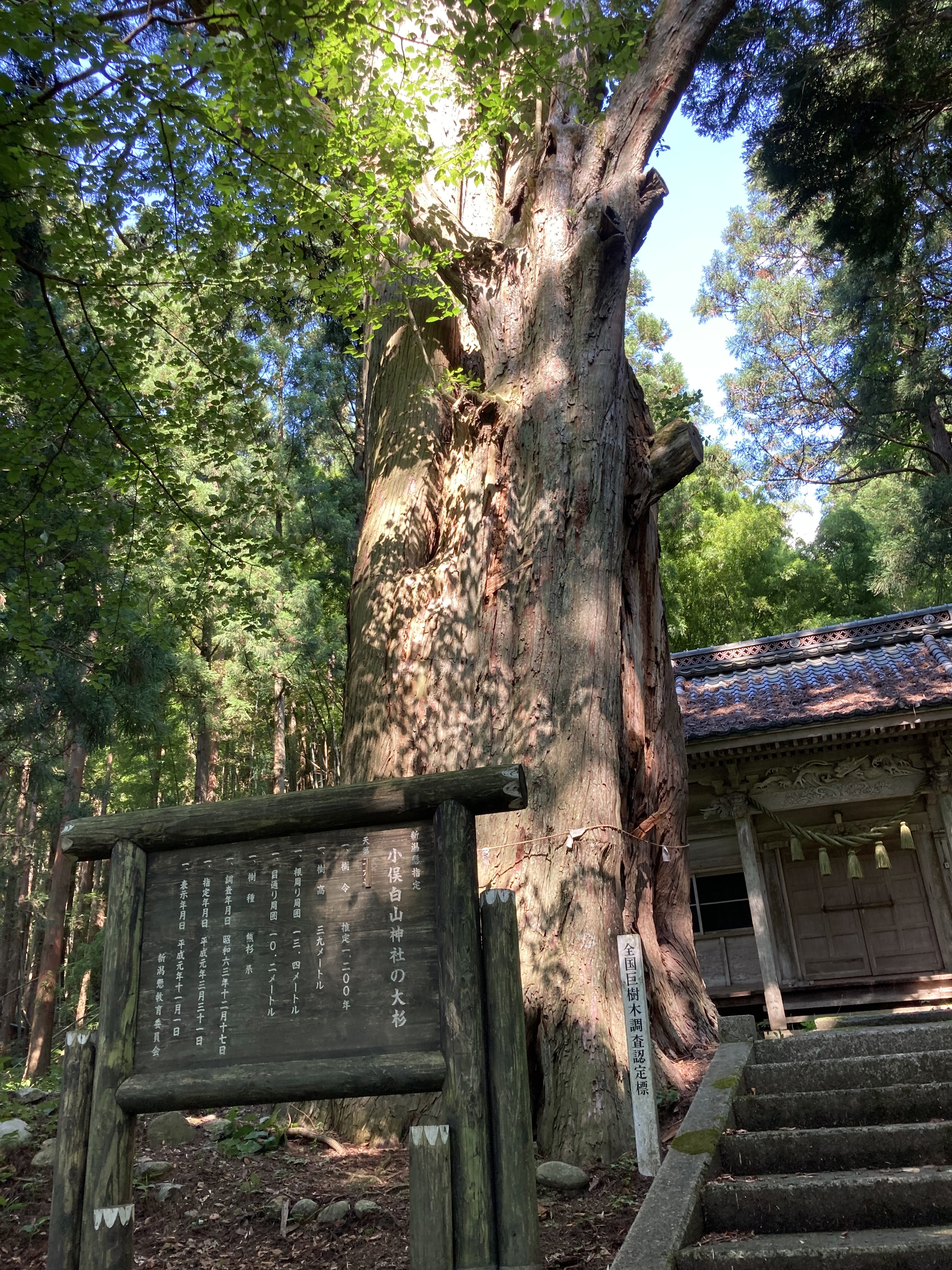
白山神社の樹齢1200年の大杉

小俣の起源は佐藤源左衛門が始祖とし、現在の位置に住み始めたとされている。また、又田宮道玄が現在の位置から小俣川を渡った対岸にあった字赤坂に住んだのちに、現在の小俣部落に合流した。しかし部落起源の詳細な年代は明らかになっていない。

### 旧石器時代〜古代
縄文時代の遺跡が確認されており、集落の東方500メートルの小俣川右岸で縄文時代前期の土器片や石鏃など数点が採集されている。
平安時代末期の時点で、葡萄峠から当地を抜け、堀切峠を越えて出羽庄内地方へ通ずる道があったとされている。

### 近世
厳しい自然環境ということもあり、稲作などの生産高が低く苦しい生活を強いられた農民が多数いたため、庄内藩へ逃亡する農民が後を絶たなかった。庄内藩の書物「大泉記年」には村上藩の役人から逃げた百姓を返してくれという内容の文書があった。そこには逃げた百姓の村名・名前・家族数・逃げた年・庄内での住所が書かれた調査書もあり、そこに小俣村の農民の名もあった。年貢の取り立て基準となる村高（生産高）が検地により決められ、それに年貢取り立て率をかけて年貢米が計算され、この年貢取り立て率は「免」と呼ばれていた。免は領主によって違っていた。1712年（正徳2年）、黒川俣組に属していた小俣村の年貢取り立て率は、田方・畑方ともに免三ツ取（30％）だった。
前述したように、厳しい環境から農業以外の仕事で収入を補わなければいけなかったため、副業が行われていた。当時は副業のことを「作間稼ぎ」といい村明細帳などにも記されていた。1712年（正徳2年）の村明細帳によると小俣村では、「男は塩木切り、宿場勤め」と記されており、「宿場勤め」では人や物の継ぎ送りなどの役割を担っていた。
江戸時代に村上と鶴岡を結ぶ役割を担っていた出羽街道は村上城下から塩野町、蒲萄峠を越え大沢村-大毎-中村-北黒川-荒川-中継-小俣-小名部-鼠ヶ関という道順で途中小俣を通っていた。そのため、1689年（元禄2年）6月末（現在の7月）に松尾芭蕉が奥の細道の旅で通った際は、本道と間道のどちらを通ったか定かではないが古いものを訪ねる旅であったため、鼠ヶ関-小名部-小俣-中継-中村の本道を通り小俣にも訪れたとされている。江戸時代に入り出羽街道にも宿駅制ができ、1712年（正徳2年）の黒川俣組十一ヶ村明細帳には小俣が宿場として記されていた。また、江戸時代前期の「村上十五万石御領内諸書留帳」には、出羽街道の村上領から庄内領への出口であった小俣村に関所が設けられていたとある。こういった関所は一般に「口留番所」と呼ばれていた。
1853年（嘉永6年）にペリーが来航した際、幕府・諸藩が防衛体制を急速にととのえようと試み、そのためには莫大な軍用金が必要であった。そのため塩野町役所支配の村々も500両を納めるよう命じられ、当時幕府領塩野町役場に属していた小俣の百姓にも御用金が割り当てられた。小俣では庄兵衛が御用金として12両2分が割り当てられた。

### 近代

#### 小俣における戊辰戦争（庄内戦争）
山北で繰り広げられた戊辰戦争はほとんど庄内軍と政府軍の争いであったため「庄内戦争」と呼ばれている。
1868年（慶応4年）5月に長岡城陥落後、新潟には新発田・会津・米沢・庄内などの軍が守りに来ていたが、7月末に政府軍が海上を軍艦で来て上陸すると、新発田藩が政府軍に寝返り事件が起きるなど窮地に追い込まれ、激しい市街戦の末に新潟も陥落。各藩は兵を引き、戦いの舞台は小俣のある山北に移った。
8月3日、大将酒井正太郎が率いる庄内軍が村上藩応援のため出羽街道を通り村上城に入ったが、戦うべきか降伏すべきか意見が分かれ大混乱の状態だったこともあり、8月17日午後4時ごろに村上城が落城。庄内軍は小名部口の守備を命じられた。そうして、酒井正太郎の小名部口守備隊は小俣村へ繋がる堀切峠などに胸壁を築いた。8月26日、政府軍が小俣村から進撃すると、峠付近で昼頃から日暮れまで続く激しい戦いが繰り広げられた。その際、庄内軍の被害は戦死者7名負傷4名であった。小俣だけでなく、雷村や中浜村で両軍の激しい攻防が8月下旬から9月初めにかけて展開されたが、庄内軍の孤立や米沢藩と仙台藩の降伏もあり、それに次ぐように9月17日藩主の酒井忠篤の名で降伏を願い出て、庄内戦争の幕は閉じた。
関所があった小俣だが、1867年（明治2年）明治政府によって諸国の関所や口留番所は廃止された。そして以前の宿駅制を残し「伝馬所」として政府の人や荷物を運搬させたが、民間の人や物の動きも活発になったため民間に駅伝組合（運送会社）を設立させる方針をとり、1872年（明治5年）に官制の伝馬所は廃止。民間の駅伝組合が仕事を引き継いだ。1872年（明治5年）に伝馬所が廃止される直前の様子が記された史料には、小俣駅の戸数・道のり・御定賃銭・助郷について書かれていた。また助郷の欄から、御通行が多い際は大代村・雷村・山熊田村に助郷を頼んでいたことがわかる。
1889年（明治22年）、市制・町村制が実施され小俣は中俣村に属するようになる。
第一次世界大戦禍の1919年（大正8年）、新発田１６連隊に出動命令が下り山北の兵士37名がシベリア出兵に従軍したが、そのうち1名が戦死。戦死したのは、小俣の田宮与志吉であった。田宮は1919年（大正8年）11月にウラジオストックに上陸。翌年の4月、シベリアのスバスカヤで戦死した。
1946年（昭和21年）2月、敗戦で沈んだ雰囲気を打開し士気を高めるため、小俣の若狭屋旅館で中俣農業会主催のもと農民士気高揚大会が開催される。

## 教育

### 山北町立小俣小中学校

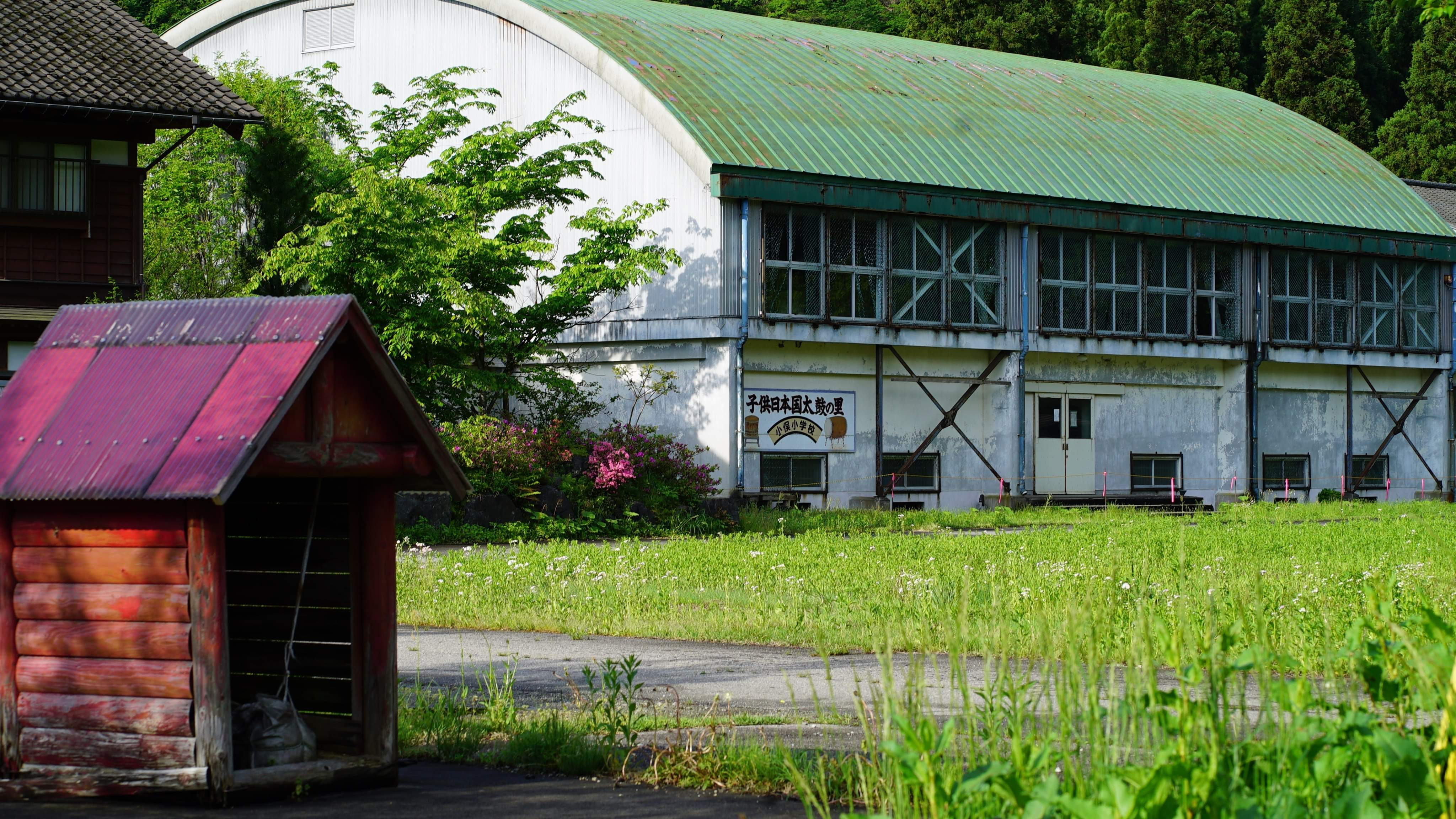
小俣小学校跡地

1875年（明治8年）、小俣村の佐藤吉左衛門家の一部等を借りて公立小学温出校中継派出教場として開設。翌年、小俣小学校として独立。1947年（昭和22年）4月、日本の新しい教育制度「6・3制」（義務教育が小学校6年・中学校3年）が実施され、同年5月1日慌ただしくも中俣中学校が創設された。地理的問題から校舎が4つに分散され、本校となる第一校舎は小俣の福寿院念仏堂を改装し、荒むしろ（藁などを編んだ敷物）を敷き、勉強をするという状態だった。

## 産業

### 農業
地名に俣と付くように山地が土地の大半を占める稲作には厳しい環境であったため、生産高は低かった。

### 林業
1881年（明治14年）に政府が森林法を制定し人口造林を奨励したことをきっかけに、各地で林業が盛んになり1903年（明治36年）には小俣の佐藤栄吉が山形県鶴岡の風間幸右衛門と共同で「羽越林業株式会社」を設立し植林事業を進めた。また、同氏は新潟県森林会役員も務め、造林思想の普及に尽力した。

### 製糸・紡績業
1872年（明治5年）、政府が殖産興業政策として富岡製糸場を作った影響を受け、小俣では佐藤栄吉や佐藤庄平が中心となり「小俣製糸組合」が1893年（明治26年）に結成された。小俣製糸工場では女子工員40名・男子工員3名の計43名で水車を原動力として操業された。しかし、明治末期から大正期にかけ、生糸値段の暴落や近代的な工場ができ、山北の小規模な製糸工場は姿を消した。

### 酒造業
山北では江戸時代から酒造業を営む家があり、酒造業を営むには酒屋株を持つ必要があり酒造量も決められていた。小俣では小野屋庄兵衛（佐藤）が造り酒屋ではあったが、戊辰戦争の際に焼かれてしまい廃業した。

### 炭焼き
山地が土地の大半を占めていたため炭焼きが重要な産業となっていた。小俣の炭焼きで特徴的なのは、炭背負いが女性の冬の仕事であったことである。馬車が通るまでは、焼き上がった炭を俵に詰めて背負い、府屋の問屋までの雪道を、杖を頼りに歩いた。また、帰りには米や塩、味噌などを持って帰っていた。

## 文化・慣習

### 祈禱念仏
2月24日から3日間地元の女性たちで祈禱念仏をおこなう行事。家内安全、農作祈願、交通安全を願い百万遍の大きな数珠を回し、太鼓や鉦の音に合わせて「南無阿弥陀仏」を唱える。午前7回、午後3回行い、当番は4人ずつ。また、当番は念仏を申している間、具沢山の汁ものを煮て昼食に備える。昼食時は持参した弁当と汁物や寄進された物が配られ、お酒も入る。すると堂内の緊張も解け和気藹々とし、隠し芸や歌を披露し盛り上がる。昔は娯楽もなかったので、女性にとってこの3日間は至福のひとときであった。また、祈禱念仏では不幸が嫌われていたため、集落内で死者などがあったときは延期し、関係者は出席を遠慮していた。

### 家印
家印を記した屋号看板が多くの家に設置されている。

## 名所・寺社・旧跡

### 日本国

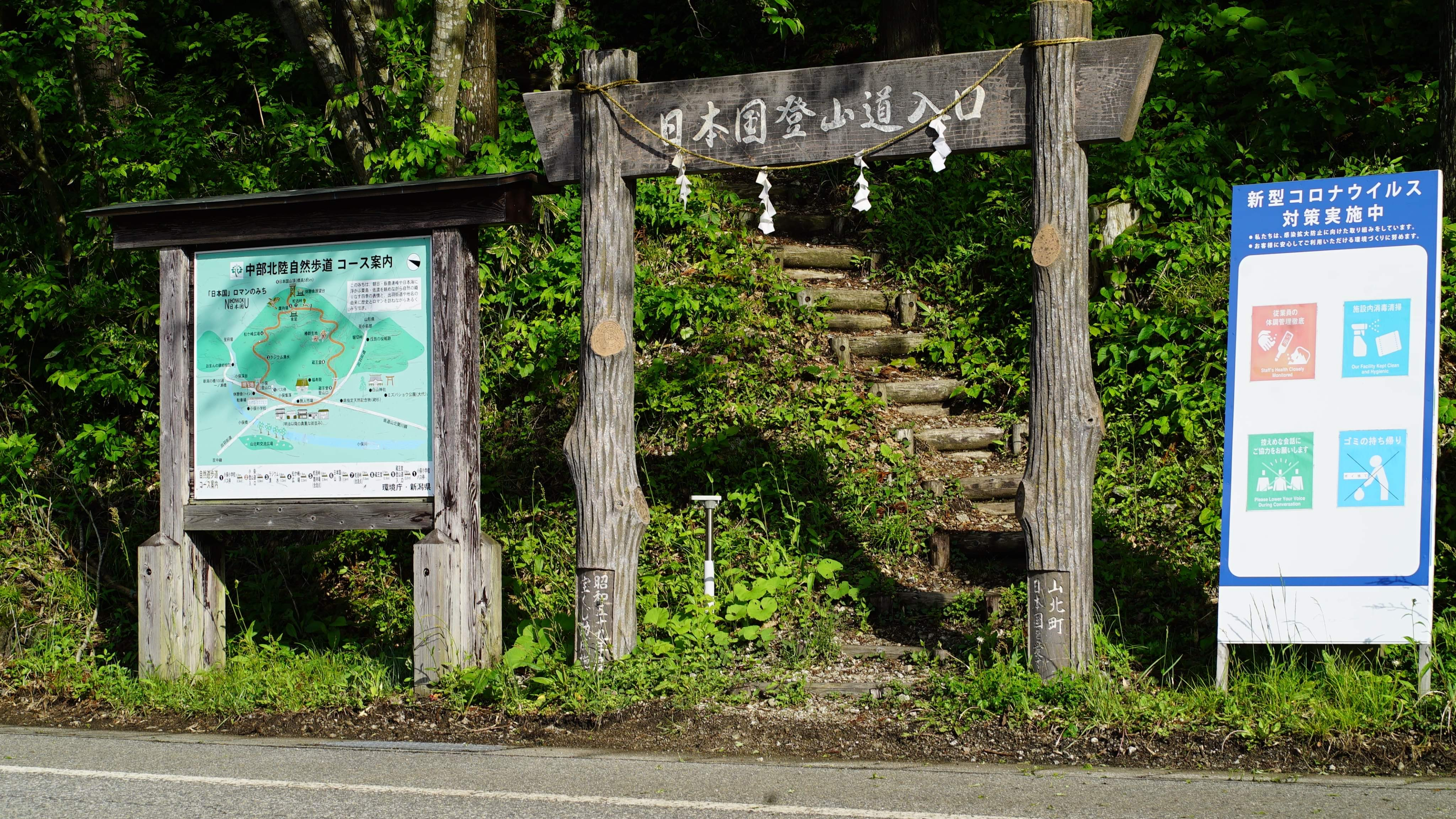
日本国登山口

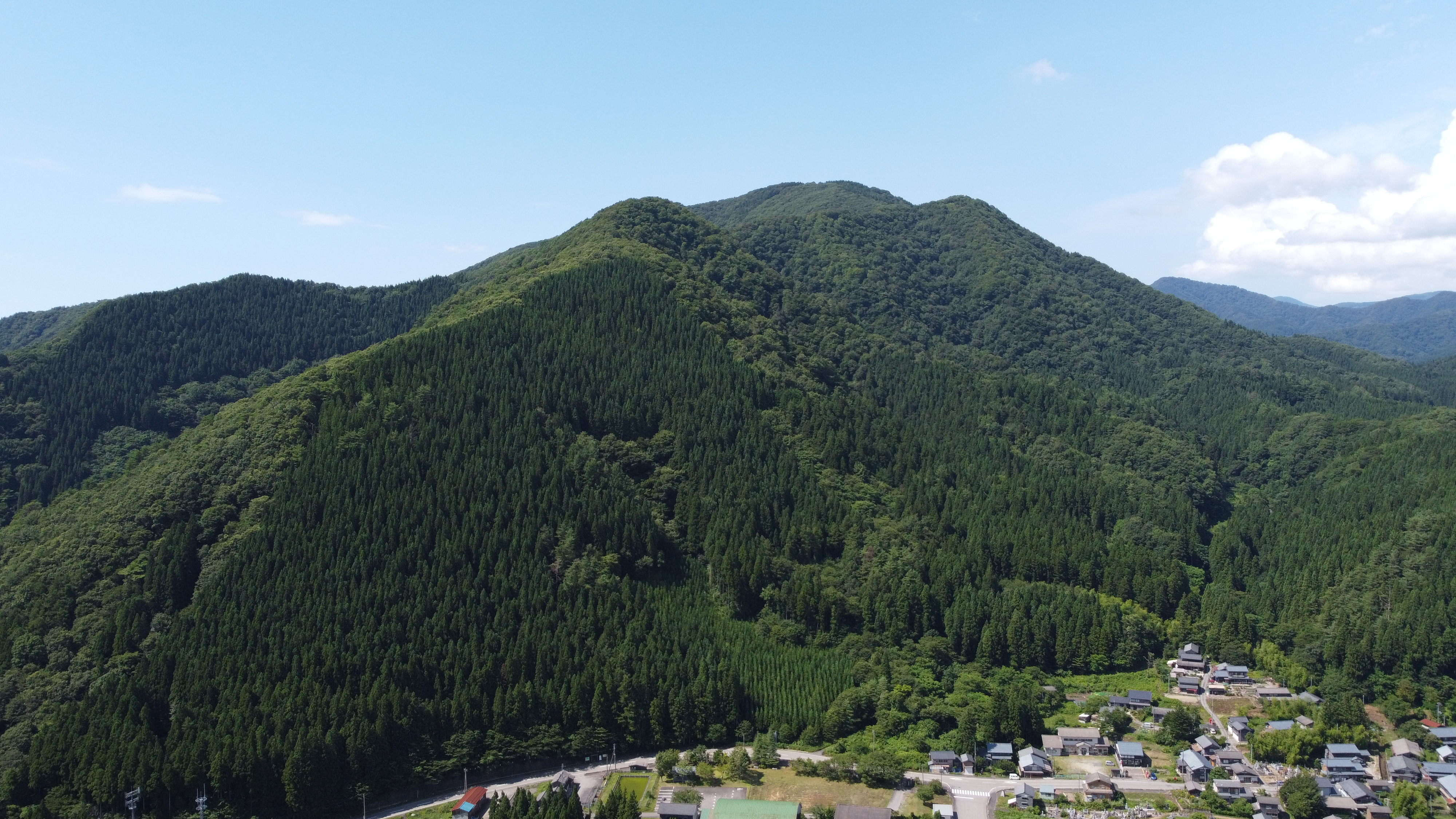
日本国(標高555m)

標高555メートルの山。毎年12,000人程の登山者が訪れる。名前の由来はいくつかあり、江戸時代の将軍に日本国で捕まえた鷹を献上したところ「天下無双の鷹なるが故に獲れた山を日本国と呼べ」と言われた説や崇峻天皇の皇子に因んだ説などがある。5月5日の山開きの際は、街道沿いで「いっぷく処」「お食事処」などが出店、「歴史資料展示館」「自慢の一品展」などを催し集落の歴史を学ぶ場も提供され、集落をあげ来訪者を迎える。
2013年（平成25年）、山開きイベントで発行を予定していた登頂証明書「日本国征服証明書」が不謹慎であるとして批判を浴びる事態となった。当時、領土問題に敏感な時期でイベントを支援していた新潟県地域振興局にはクレームが寄せられ、ネット掲示板では批判する書き込みが相次いだ。ちなみに、1981年（昭和56年）から始まった当イベントでは30年以上もの間登頂を「征服」と表現していて、「日本国征服」と書かれた横断幕も開始当初から山頂にかけられており、前年までは一切クレームなどはなかった。最終的に地域振興局と日本国を愛する会が協議し、混乱を避けるため「日本国登頂証明書」と改名することが決まった。イベント当日になると、懸念されていたようなトラブルは起きなかったが、今回の騒動を心配する参加者が一部いた。

### 一ノ瀬橋

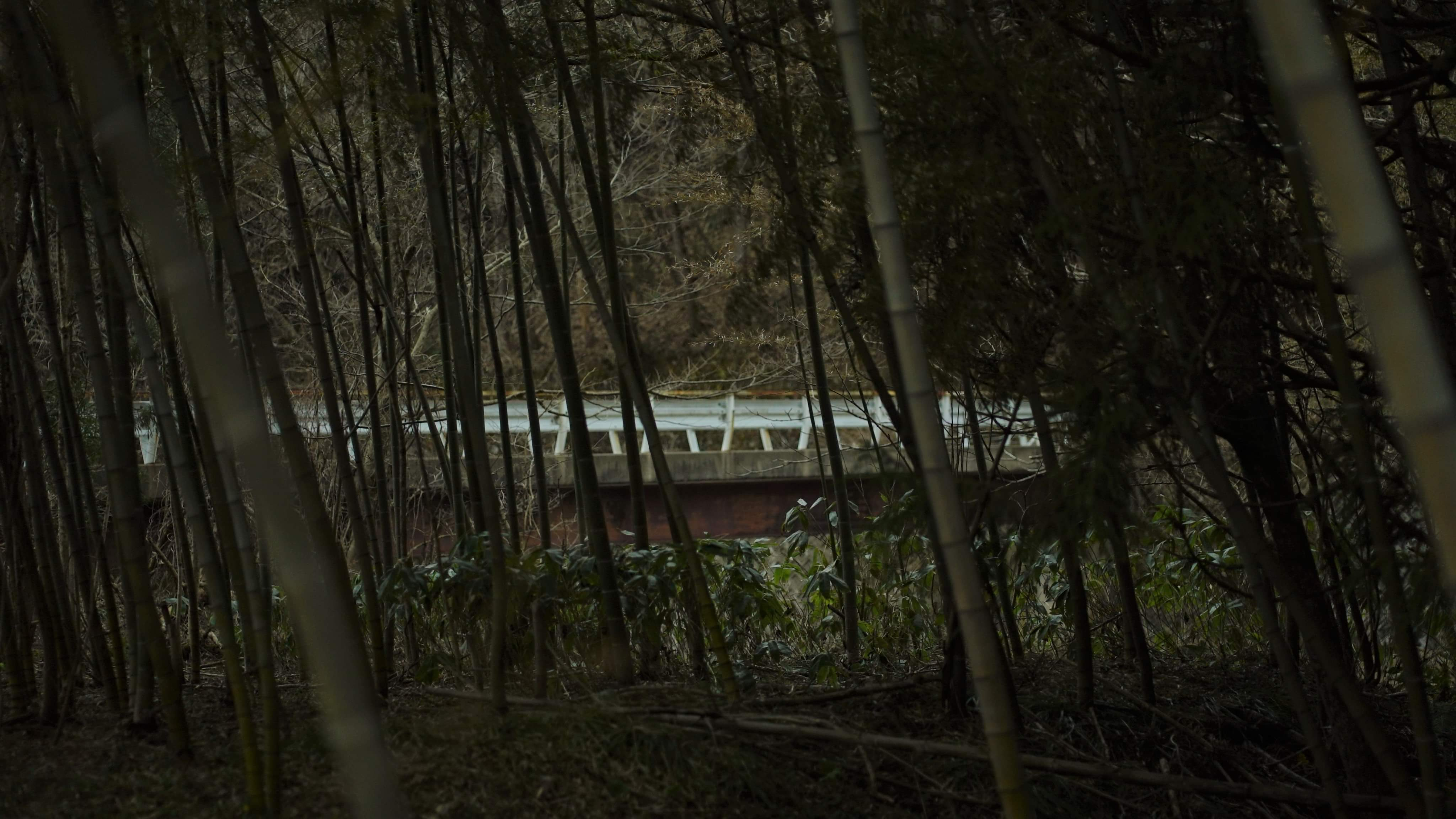
一ノ瀬橋

新潟県の名橋百選に選ばれた橋。日本国トンネルが開通されるまでは使われていて、一般車だけでなくボンネットバスなども通っていた。

### 福寿院

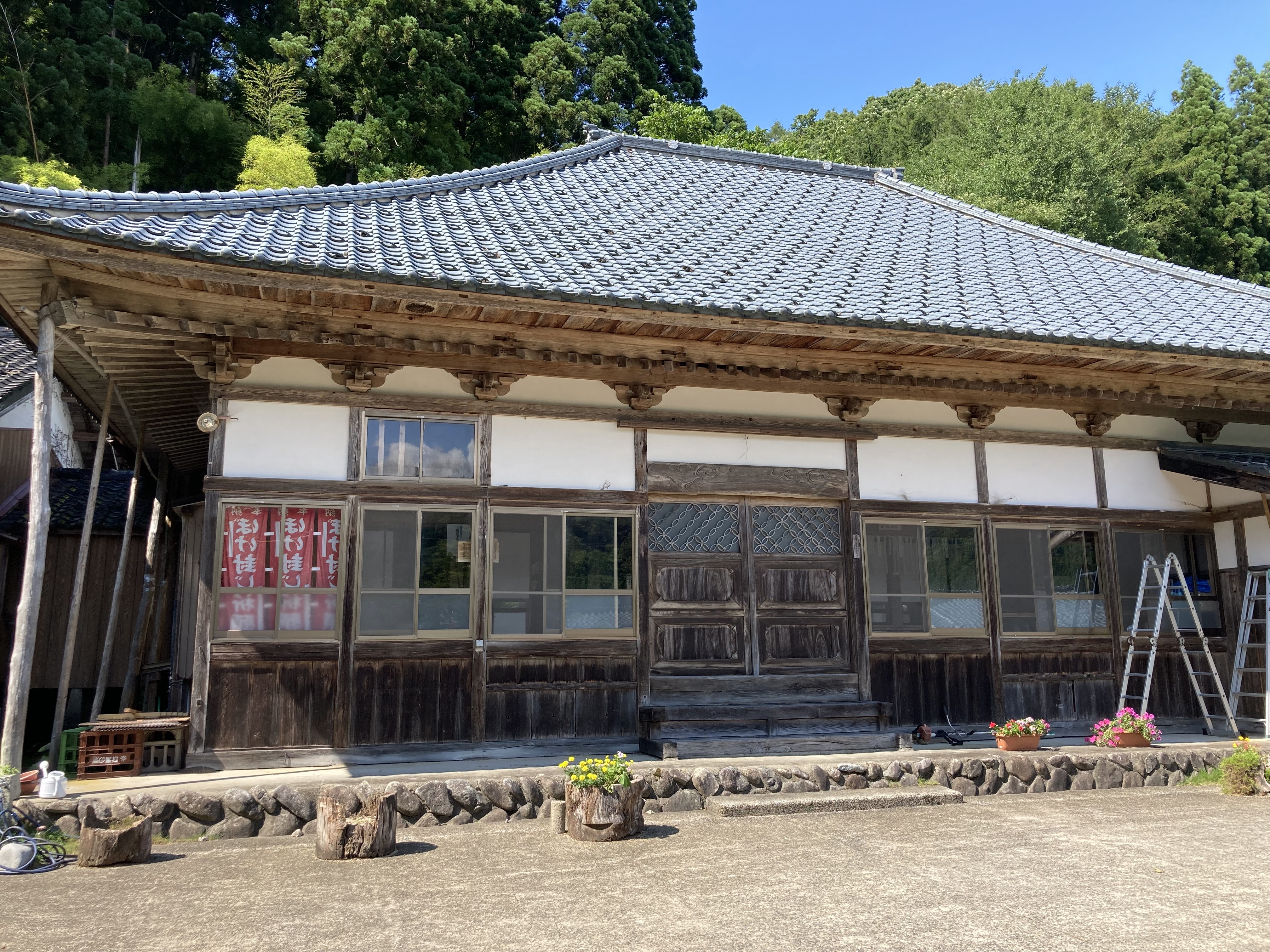
福寿院

葡萄村（現在の朝日村蒲萄）の空寺の桃源山福寿院の寺籍を移し建てられた寺。
もともと、小俣集落には宝泉寺があったが冷害飢饉が続き寺を維持できなくなり、1645年（正保2年）に廃寺。それ以降、葬式や法事などが不便になり、1677年（延宝5年）に庄屋の長左衛門が奉行所に再建を願い出た。しかし1635年（寛永12年）、幕府が寺社奉行を置き寺請制度を設けたため、寺社奉行の許可なく寺を開山できない状態であった。しかし、寺を移すことは可能であったため、葡萄村の東元福寿院の寺籍をもらうことで願いは叶えられた。一時は戊辰戦争により焼失したものの1881年（明治14年）に再建され、その際宝泉寺の山号をとった「無量山福寿院」に改名。
また、山北町文化財に指定されていた本尊の阿弥陀如来坐像が祀られている。これは室町時代後期に作られたもので、朴の一木造りである。

### 庚申塔

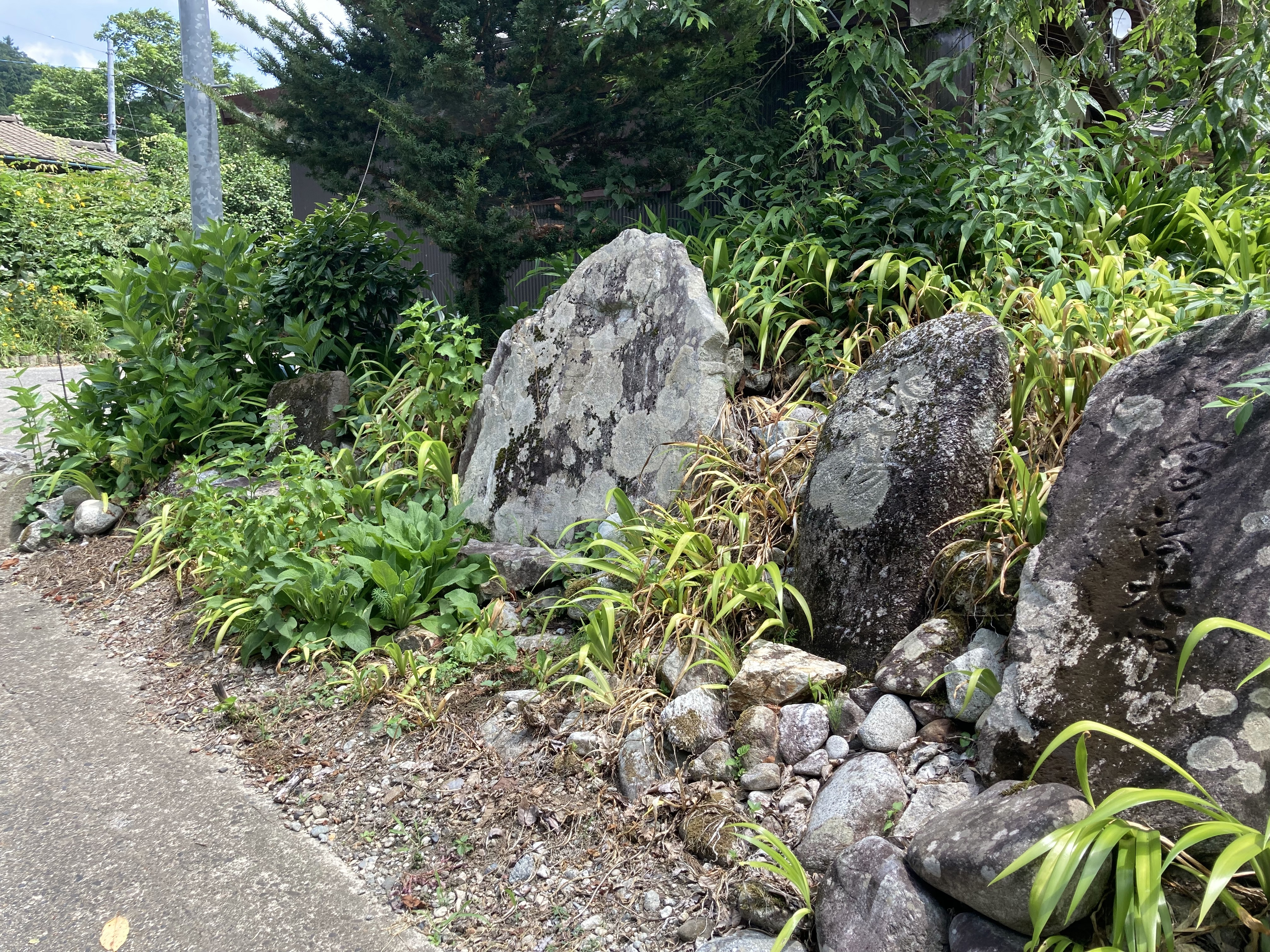
室町時代に建てられた庚申塔

小俣にある庚申塔は、小俣橋から約50メートル小俣集落寄りに位置し、地上部の高さ1メートル30センチ、幅1メートル20センチの大きさで石質は日本国片麻岩のせき石。室町時代初期に建てられたとされている。

### ラジウム清水

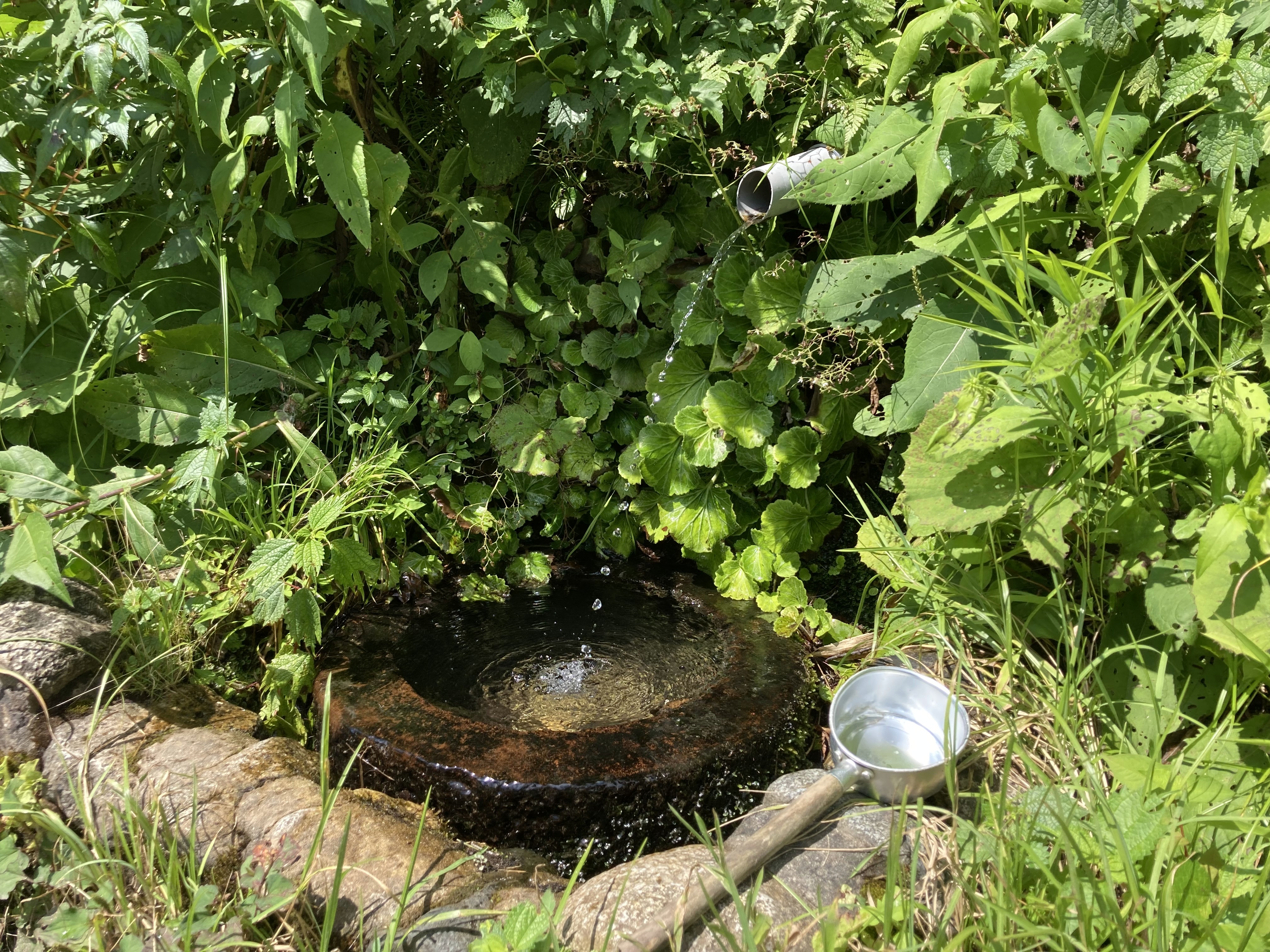
新潟県の名水「ラジウム清水」

小俣にある湧水。標高555メートルの日本国の伏流水で、当山からラジウム鉱石が採掘されたことが名前の由来。2011年新潟県環境対策課より「新潟県の名水」の選定を受けた。県道52号沿いの日本国登山口付近に位置し、塩化ビニール製パイプで直径50センチメートル程のため池から引水している。湧出量は毎分約10リットル。

## 人物
佐藤栄吉 -  明治時代の政治家。中俣村長、郡会議員、県会議員、国会議員を務めた。また、実業家でもあった。

## 交通
・勝木営業所-府屋中町-中継・雷線
出羽街道の道中には旅籠屋が小俣を含む三ヶ村（北中村、大沢村）で確認されている。小俣にあった旅籠屋の数は4軒か8軒であったとされており、正確な軒数は明らかとなっていない。出羽街道は蒲萄（朝日村）から小名部（山形県温海町）へと山北町を縦断する道筋となっており、途中関所があったのは国境付近の小俣のみだった。